# 通用电气Dash 8系列
Dash 8系列是奇異公司的一系列柴電機車，在1980年代中期取代了Dash 7系列 ，後繼車型為1990年代中期的Dash 9系列。 
Dash 8系列的所有型号均使用16缸或12缸涡轮增压 GE 7FDL四冲程柴油引擎。 

## 技术指标
Dash 8系列的设计基于Dash 7系列的设计。生產過程中的最大变化，是在柴油机车中首次使用了配备微处理器的发动机控制器 ，并採取车身模組化構造。 
Dash 8机车车体由多个模組，依照底盤長度排列組合而成。 在具有传统的狭窄短艙车型上，紧靠驾驶室的机房部分比驾驶室的弧形車頂高，造成這些車型的特別外觀。 在所有型号上，該部分的机房都装有用于電阻制动系统的冷却风扇。 
Dash 8型机车的牵引电动机由直流电驱动。 
Dash 8原型于1984年完成。 改進生產型於1987年進入生產。 Dash 8的早期版本是在Dash 7生产线上制造的，但是它们的外观不同。 1987年推出的Dash 8-40C具有更高的可靠性。 

## 命名法
Dash 8系列及其各种型号的名称最初与其前身Dash 7的名称相对应 。例如，“ B32-8”表示出力3,200 hp（2,390 kW）的B-B軸配置Dash 8系列机车。 
在1987年对该系列进行了改进之后，正式型號更改为“ Dash 8 ...”，如下所示。 但是，为简单起见，许多铁路公司决定使用遵循Dash 7模式。 例如，Dash 8-40C通常稱為“ C40-8”。 
某些型号在後面加上“ W”，表示為當時選配的寬鼻部“北美”安全驾驶室 。 

## 四轴型号

### 共同特征
所有Dash 8系列四轴型号的通用规格如下： 
- AAR軸式 ： B-B
- 主引擎：GE 16缸V型7FDL-16四冲程柴油引擎

### Dash8-32B（B32-8）

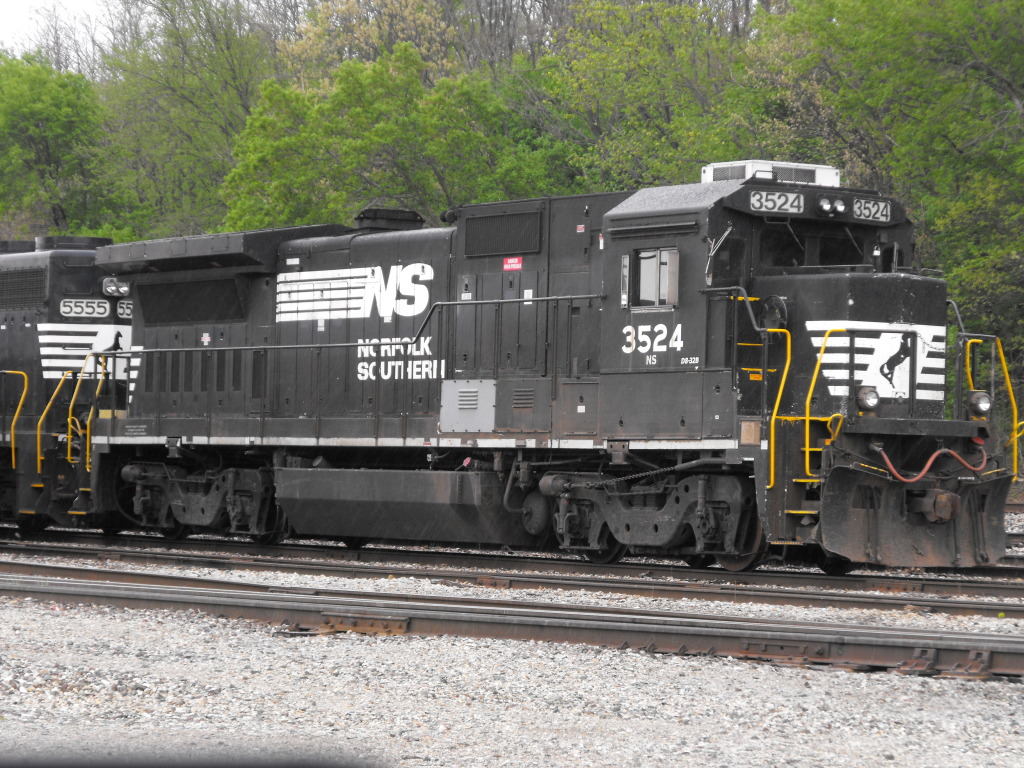
NS B32-8。

该型号在1984年至1989年之间，為北美洲的鐵路公司製造了49輛。主要客戶為諾福克南方鐵路，另外伯灵顿北方铁路公司订购的3輛，一輛為奇異公司的展示車。     
- 主引擎：GE 12缸V型7FDL-12四冲程柴油引擎
- 输出功率： 3,150 hp（2,350 kW）

### Dash 8-36B（B36-8）
1983年制造的原始Dash 8原型車，一輛。 
- 输出功率： 3,600 hp（2,680 kW）

### Dash 8-39B（B39-8）

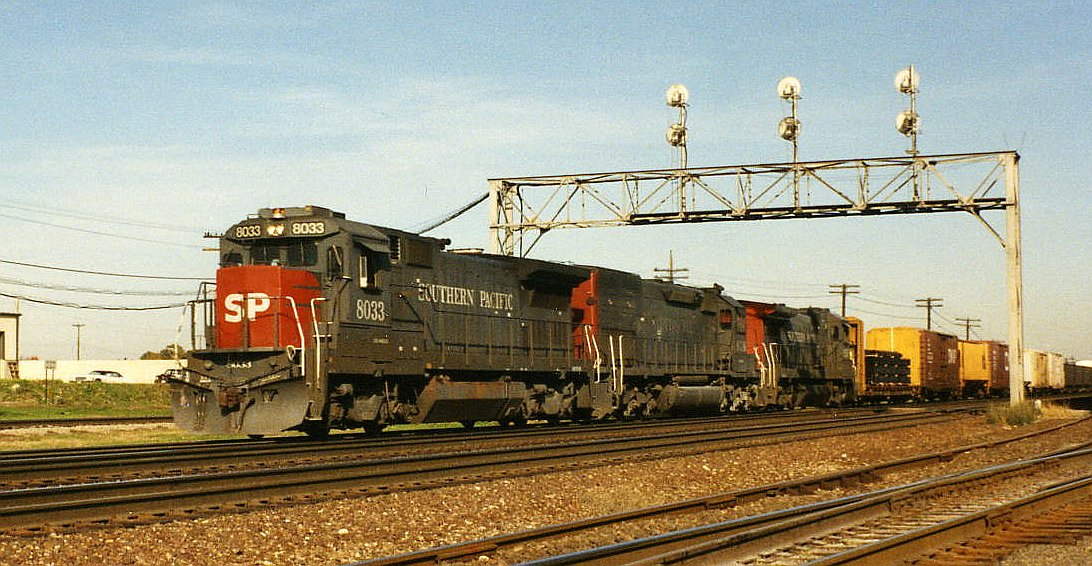
SP B39-8牽引西行列车经过伊利诺伊州伊奥拉（ 奥罗拉以东）。

从1984年起製造了145輛。外觀與后来的Dash 8-40B车型几乎相同。 
前三辆Dash 8-39B是为艾奇遜、托皮卡和聖塔菲鐵路（Atchison，Topeka和Santa Fe Railway ，ATSF）制造的。第四輛是从原始Dash 8原型車改造为GE的展示車，稱為Dash 8-39BE（或B39-8E）。 
另外为机车管理服务 （Locomotive Managment Services, LMSX）制造了102辆Dash 8-39BE，长期租给Burlington Northern Railroad。還有40輛賣給南太平洋運輸公司。 
- 输出功率： 3,900 hp（2,910 kW）

### Dash 8-40B（B40-8）

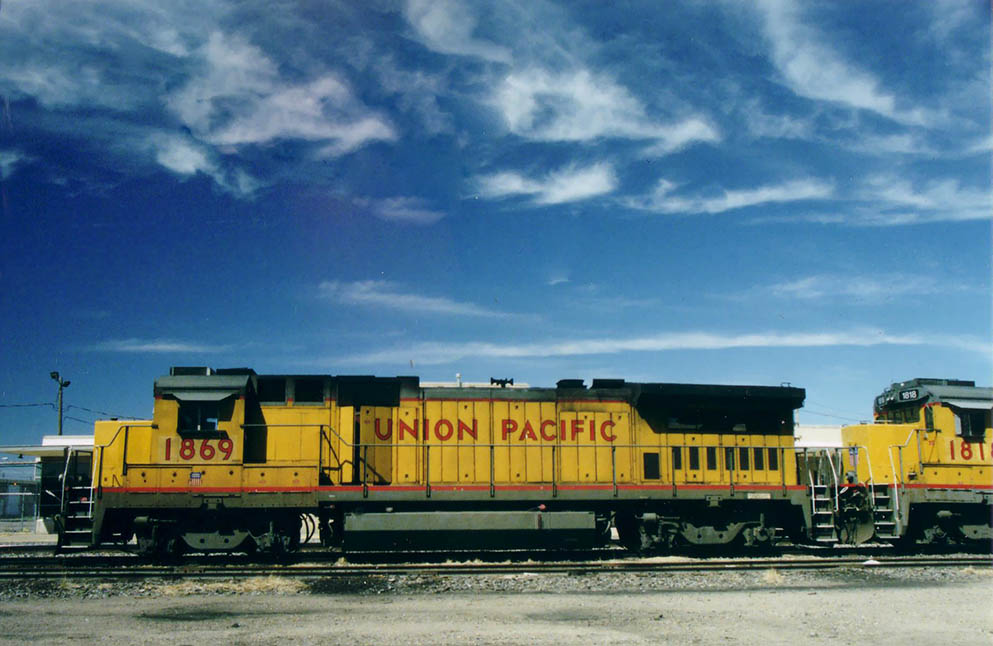
UP B40-8B，＃1869。

在1988年和1989年，总共生产了150輛。 
主要使用者包括ATSF（40輛）， Conrail （30輛）， New York, Susquehanna and Western Railway（24輛），以及St. Louis Southwestern Railway（54輛＿   
Providence and Worcester Railroad訂購四輛，美国能源部 （ 萨凡纳河工地 ）也有少量訂單，另有一輛奇異公司的展示車。 
- 输出功率： 4,000 hp（2,980 kW）

### Dash 8-40BW（B40-8W）

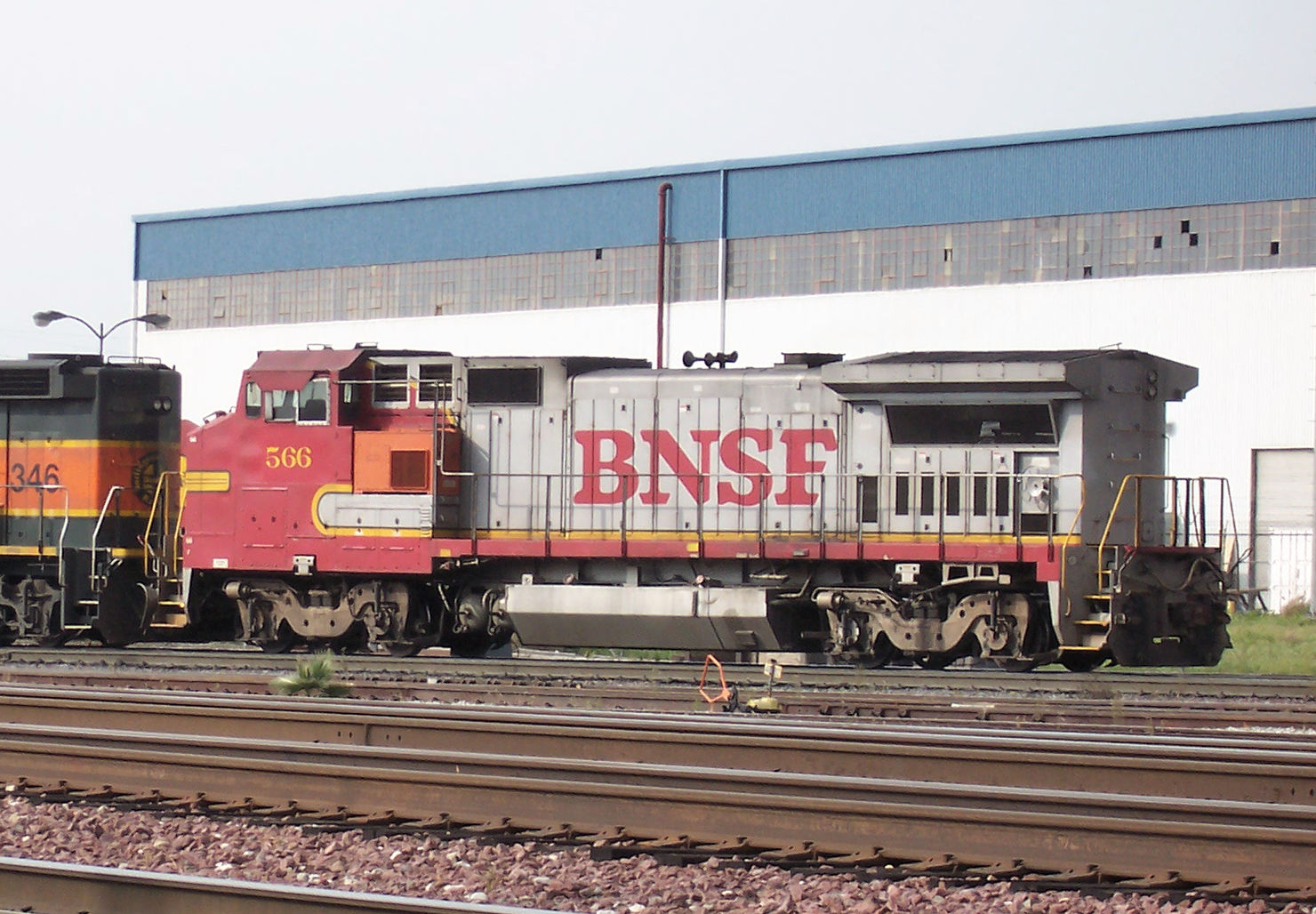
舊ATSF塗裝之BNSF B40-8BW。

在1990年代初期，为唯一客戶ATSF建造83輛車。另外還有一輛從原型B39-8E改造的奇異公司原型測試平台車。 
该型号名称後面加上“ W”表示它与B40-8不同之处在于具有“宽鼻”安全驾驶室。 
GE差點就從ATSF得到製造本型車的B型（無駕駛室輔助機車）訂單，不過不管有沒有駕駛室，B40-8W的售價都相同，因此ATSF决定只订购有驾驶室的車型。 
所有ATSF的B40-8W都已成为BNSF所有，后来又有许多改用BNSF塗裝。 
- 输出功率： 4,000 hp（2,980 kW） 的  7FDL-16涡轮增压柴油引擎

### Dash 8-32BWH（B32-8WH）

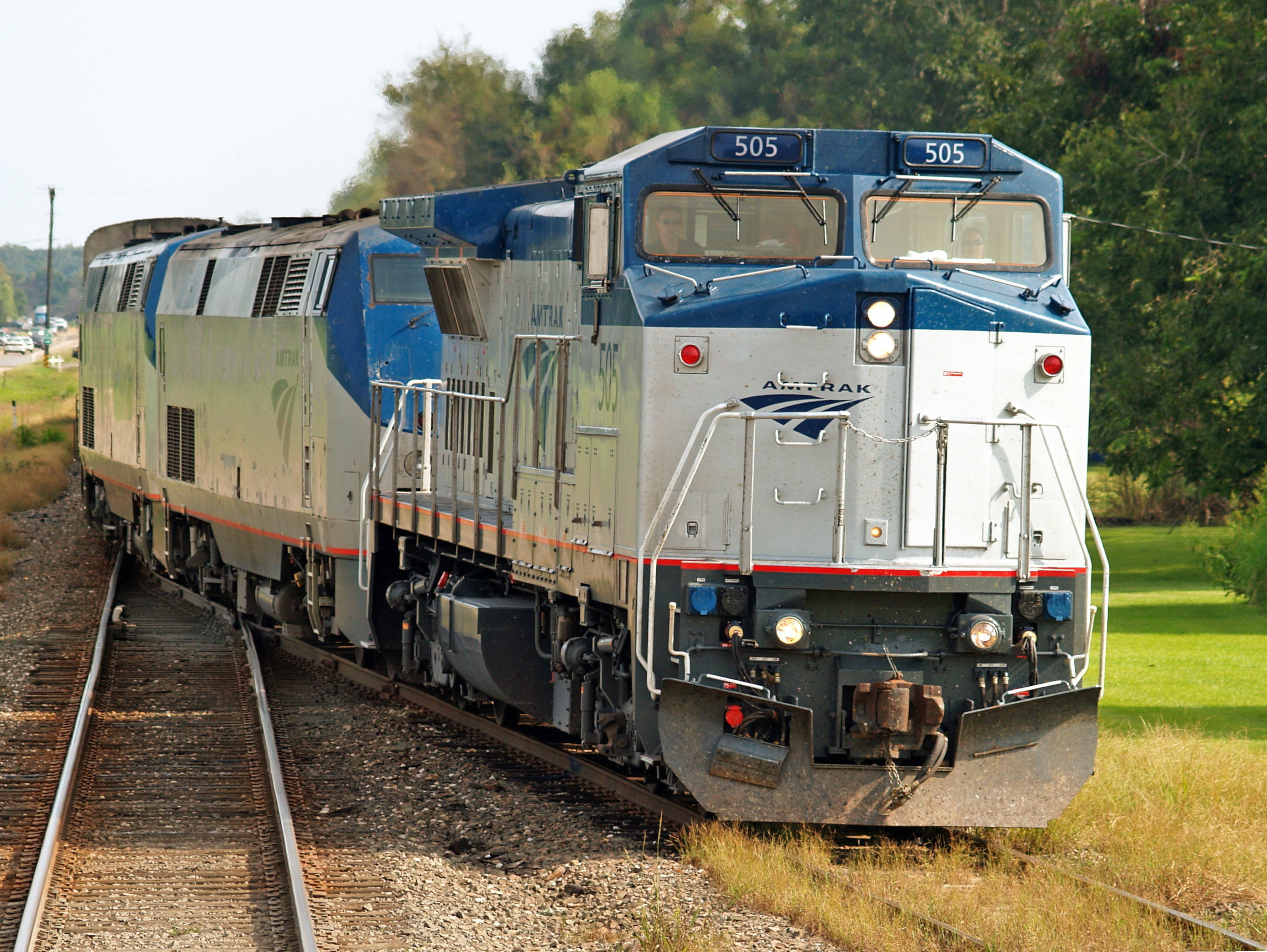
美鐵505號車牽引日落特快，經過路易斯安那州的凯德

本型車共20輛，最後一輛於1991年12月交車，都是专门为Amtrak制造的 ，编号为500至519。原始塗裝為寬的洪、白、藍線條，被不少鐵道迷戲稱為「百事可樂罐」跟「曲棍球棍」。後來改為美鐵的V期蓝银色涂装，與現行“波浪”公司標誌。 
它们也是Amtrak在1993年採用GE Genesis系列机车之前，用以代替EMD F40PH的第一批机车。尽管後來已将这些機車改用於調車、路線維護和转运服务，但仍可以在旅客列车上看到它们。 
＃501和＃502於1994年出售给了加利福尼亚州運輸部。 机车被重新编号为＃2051和＃2052，改採美鐵加州塗裝，目前行駛於政府支持的聖華金號和首府走廊號列车。 
- 功率输出：3200 hp（2.4 MW）

## 六轴型号

### 共同特征
除另有说明外，所有Dash 8系列六轴型号的通用规格如下： 
- AAR軸式： C-C
- 主引擎：GE 16缸V型7FDL-16四冲程柴油引擎
- 最高速度： 68 mph（109 km/h）

### Dash 8-32C（C32-8）

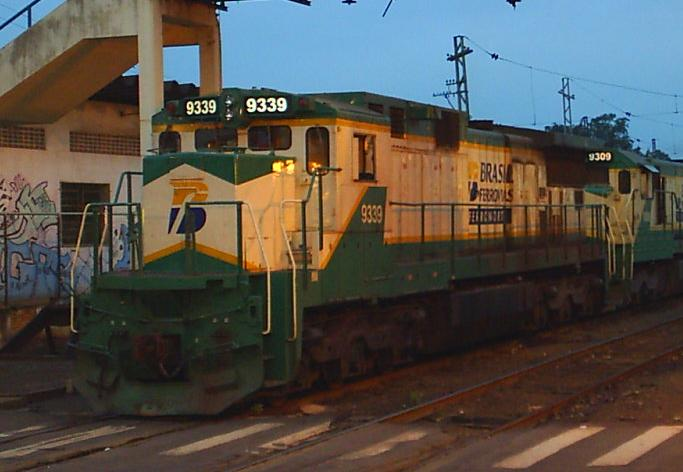
BF C32-8，原屬Conrail ，2007年。

这是Dash 8系列中最早的型号之一。 1984年只制造了10輛，皆為聯合鐵路（Conrail）所用。 
最初採用Conrail的标准蓝色塗裝。1997年Conrai這十輛車用於“ Ballast Express”服务，将它们重新粉刷灰色的「質感塗裝」。 
- 主引擎：GE 12缸V型7FDL-12四冲程柴油引擎
- 输出功率： 3,200 hp（2,390 kW）

### Dash 8-39C（C39-8）

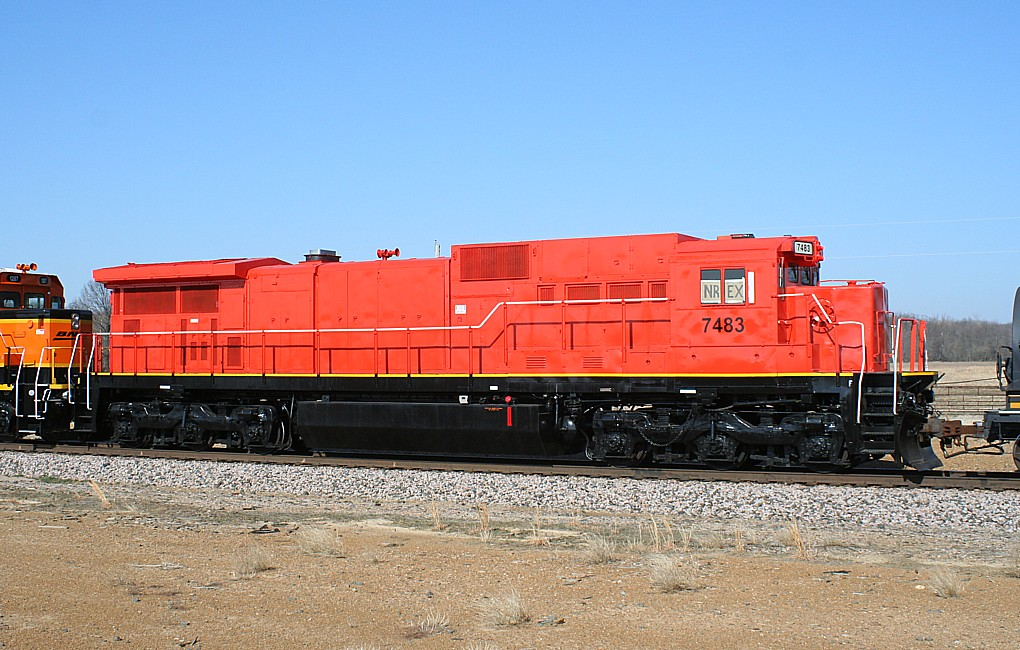
NREC C39-8。

在1984年至1987年之间，共为两个北美铁路公司（ 诺福克南方铁路公司和Conrail）生产了161輛。 
最初为诺福克南方制造了114輛標準型，後來又製造了25輛C39-8E（加强型），其车身与C40-8相似。 
Conrail订购了22輛标准型。 在1999年Conrail分拆之后，13輛轉交給诺福克南方鐵路，9輛由CSX接收。 
- 输出功率： 3,900 hp（2,910 kW）

### Dash 8-40C（C40-8）

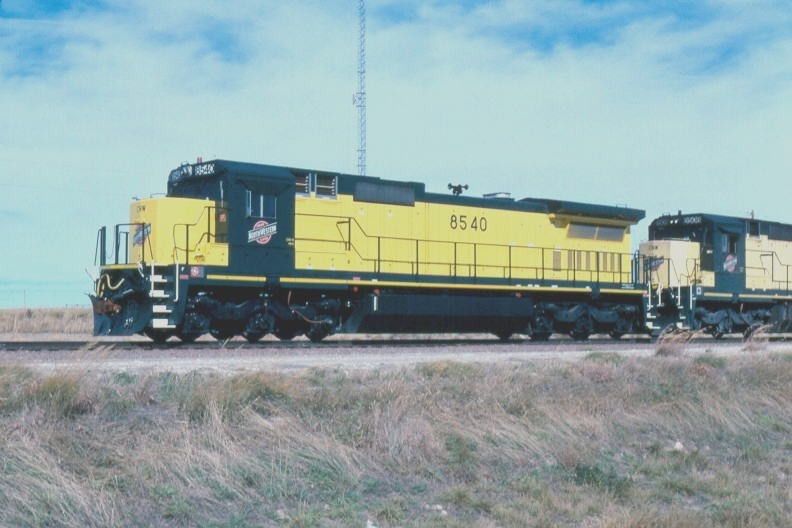
C＆NW C40-8M＃8540。

这是所有机车系列中第一个配备了配备微处理器的发动机控制器的型号。 在1987年至1992年之间，总共生产了581輛。 
C40-8前方具有传统的狭窄短艙，但其他方面的外觀与后来的Dash 8-40CW车型几乎相同。 
该模型最重要的客户是UP（聯合太平洋鐵路），订购了257輛。 
其他主要用戶包括芝加哥和西北运输公司 （77輛），Conrail（25輛），CSX（147輛）和诺福克南方（75輛）。 
剩余的四輛售給巴西的淡水河谷公司 。 
- 输出功率： 4,000 hp（2,980 kW）

### Dash 8-40CM（C40-8M）

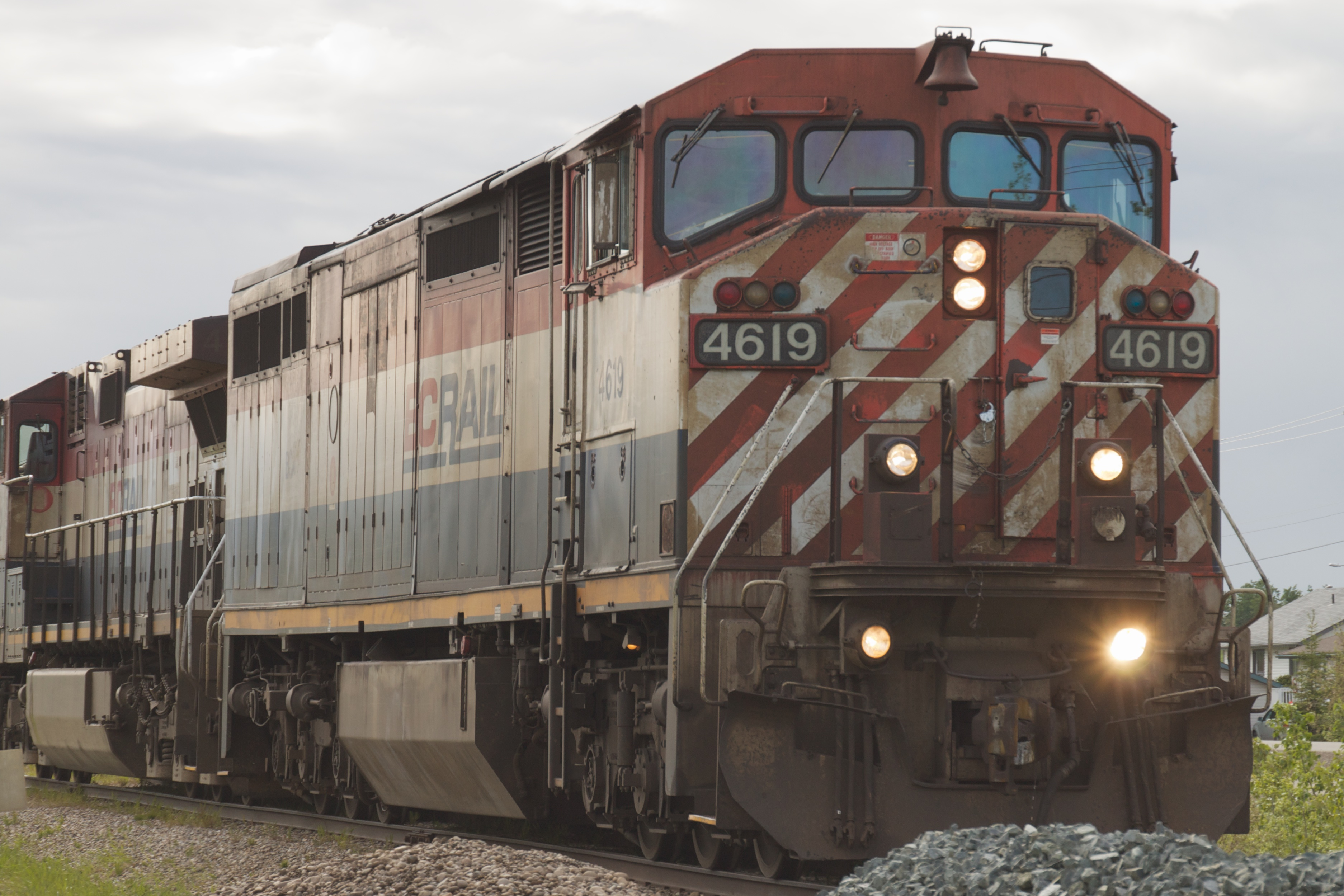
BC铁路 C40-8M。

本型与Dash 8-40C（见上文）和Dash 8-40CW（见下文）在机械上相同，是在1990年至1994年之间为加拿大铁路制造，总产量为84輛。 
该型号与Dash 8-40CW的区别在于增加了全宽前围车身，并使用了加拿大專用的頭端和挡风玻璃配置。 
BC铁路公司订购了26輛，加拿大国家鐵路（Canidian National)订购了55輛， 魁北克北岸和拉布拉多铁路公司购买了3輛。 
- 输出功率： 4,000 hp（2,980 kW）

### Dash 8-40CW (C40-8W)

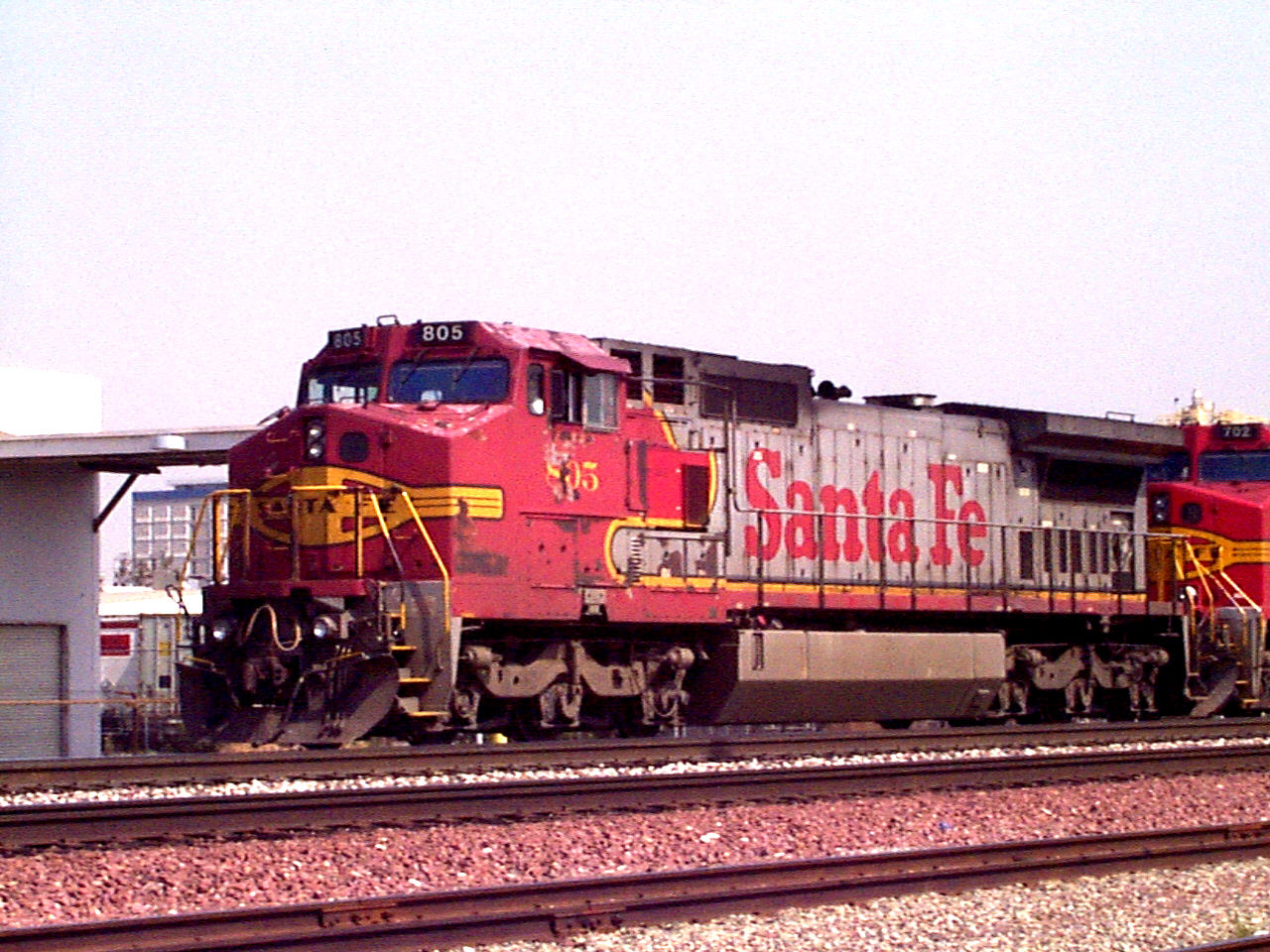
ATSF C40-8W，第805号，位于洛杉矶。

该型号的早期版本与Dash 8-40C的不同之处仅在于具有“全宽型”或稱“安全”驾驶室，共生產756輛，第一輛于1990年交付给Union Pacific。 
C40-8W在生产过程中不断进行升级。 后来的Conrail型号配備用于涡轮增压器中冷器和引擎冷却的分離式冷却系统（以前的Dash 8系列其乃裝置於同一冷却系统上）。 
1993年和1994年交付给Conrail的機車，都配备了GE的整合显示器（IFD）。 
Conrail使用的某些C40-8W是向LMSX租赁而來。其他使用C40-8W的铁路公司是ATSF，CSX和Union Pacific。 
- 输出功率： 4,000 hp（2,980 kW）

### Dash 8-41CW (C41-8W)

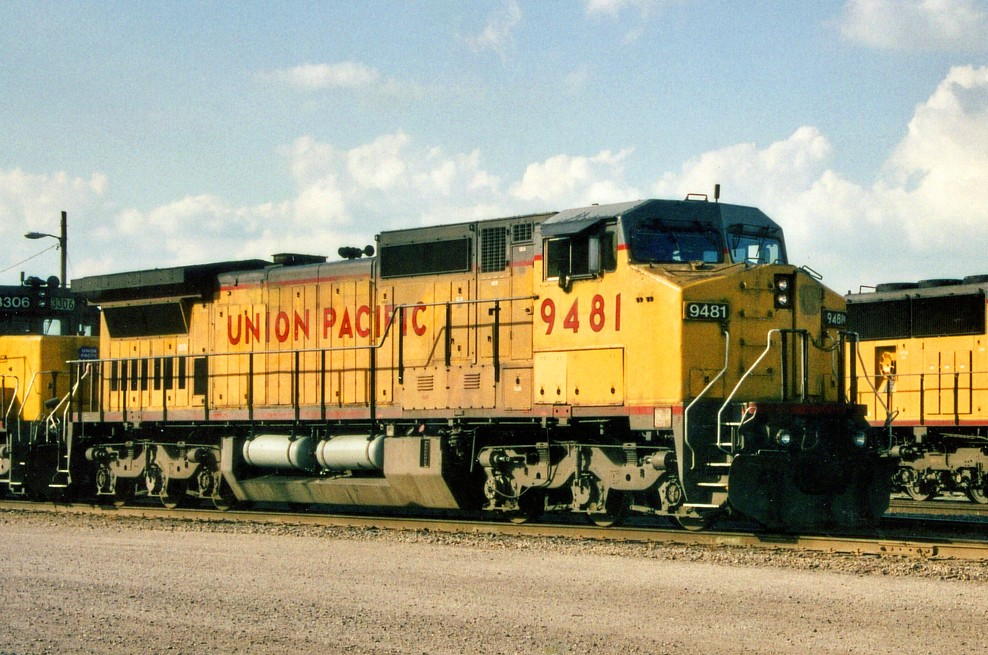
UP C41-8W，＃9481。

本型是C40-8W的變型，具有相同的16缸发动机，輸出提昇为4,135 hp（3,080 kW）      。 
在1993年至1994年之间，共为UP和ATSF生产了154量C41-8W。 
铁路公司还将某些Dash 8-40CW升级到Dash 8-41CW标准。 

### Dash 8-44CW（C44-8W）
本型車共為CSX建造53輛，建造於1993–1994年间，CSX编号为9000-9052。 这是Dash 9系列的预生产版本，採用其内部结构，但除了前三輛以外，都是使用延長的Dash 8车身，且輸出降為4000匹马力。 
- 输出功率： 4,400 hp（3,280 kW） ，之后为4,000 hp（2,980 kW）